# Прије садашњости
Одређени број година прије садашњости (ПС) је израз који се користи у археологији, геологији и другим научним дисциплинама да би се навело кад се нешто десило у прошлости. Пошто се значење „садашњости“ током времена мијења, уобичајена пракса је да се за садашњост узме 1. јануар 1950. На примјер, 2000 година ПС означава 1950–2000, односно 50 година прије нове ере.